# Juan Carlos Aramburu
Juan Carlos Aramburu (ur. 11 lutego 1912 w Reduccion, diecezja Rio Cuarto, zm. 18 listopada 2004 w Buenos Aires) –argentyński duchowny katolicki, arcybiskup Buenos Aires i prymas Argentyny, kardynał.

## Życiorys
Studiował w seminarium w Cordobie oraz na Papieskim Uniwersytecie Gregoriańskim w Rzymie. Przyjął święcenia kapłańskie 28 października 1934 w Rzymie. Po studiach zagranicznych powrócił do rodzinnej diecezji Rio Cuarto, gdzie pracował jako duszpasterz oraz wykładał w seminarium oraz na Narodowym Uniwersytecie w Cordobie; w seminarium w Cordobie pełnił także funkcję wicerektora.
7 października 1946 został mianowany biskupem pomocniczym Tucuman, z biskupią stolicą tytularną Platea. Sakry biskupiej udzielił mu 15 grudnia 1946 w Cordobie Fermin Latiffe (arcybiskup Cordoby). 28 sierpnia 1953 został biskupem ordynariuszem Tucuman. Wraz z podniesieniem Tucuman do rangi archidiecezji biskup Aramburu został 13 marca 1957 promowany na arcybiskupa. Brał udział w Soborze Watykańskim II w latach 1962–1965.
14 czerwca 1967 został przeniesiony do archidiecezji Buenos Aires, z obowiązkami koadiutora i prawem następstwa oraz tytularną stolicą arcybiskupią Turres in Byzacena. W tym charakterze uczestniczył w II Konferencji Generalnej Episkopatów Latynoamerykańskich w kolumbijskim Medellin (1968); w późniejszych latach brał udział w kolejnych konferencjach generalnych tego gremium – III konferencji w Puebla (Meksyk, 1979) oraz IV konferencji w Santo Domingo (Dominikana, 1992). W 1969 i 1983 uczestniczył także w sesjach Światowego Synodu Biskupów w Watykanie.
22 kwietnia 1975 został arcybiskupem Buenos Aires i prymasem Argentyny, jednocześnie z obowiązkami ordynariusza dla wiernych rytów wschodnich (bez własnego biskupa w Argentynie). 24 maja 1976 został wyniesiony przez papieża Pawła VI do godności kardynalskiej; otrzymał tytuł prezbitera S. Giovanni Battista dei Fiorentini. Jako kardynał brał udział w obradach sesji plenarnej Kolegium Kardynalskiego w Watykanie (1979), w dwóch konklawe 1978 oraz w pracach Komisji Kardynalskiej ds. Organizacyjnych i Ekonomicznych Problemów Stolicy Świętej. Po osiągnięciu wieku emerytalnego zrezygnował z dalszych rządów archidiecezją Buenos Aires, rezygnacja została przyjęta w lipcu 1990. W lutym 1992 kardynał Aramburu ukończył 80 lat i utracił tym samym prawo udziału w konklawe.
W kwietniu 1991 był specjalnym wysłannikiem papieskim na uroczystości z okazji 100-lecia koronacji obrazu Matki Boskiej z del Valle w Catamarca (Argentyna).
Zgodnie z informacjami dyrektora Revue des Ordinations Épiscopales Charlesa Bransoma kardynał Aramburu był w chwili śmierci najstarszym biskupem katolickim na świecie pod względem daty konsekracji.